# Junghuhnia glabricystidia
Junghuhnia glabricystidia är en svampart som beskrevs av Ipulet & Ryvarden 2005. Junghuhnia glabricystidia ingår i släktet Junghuhnia och familjen Meruliaceae.   Inga underarter finns listade i Catalogue of Life.